# Sigrun Arenz

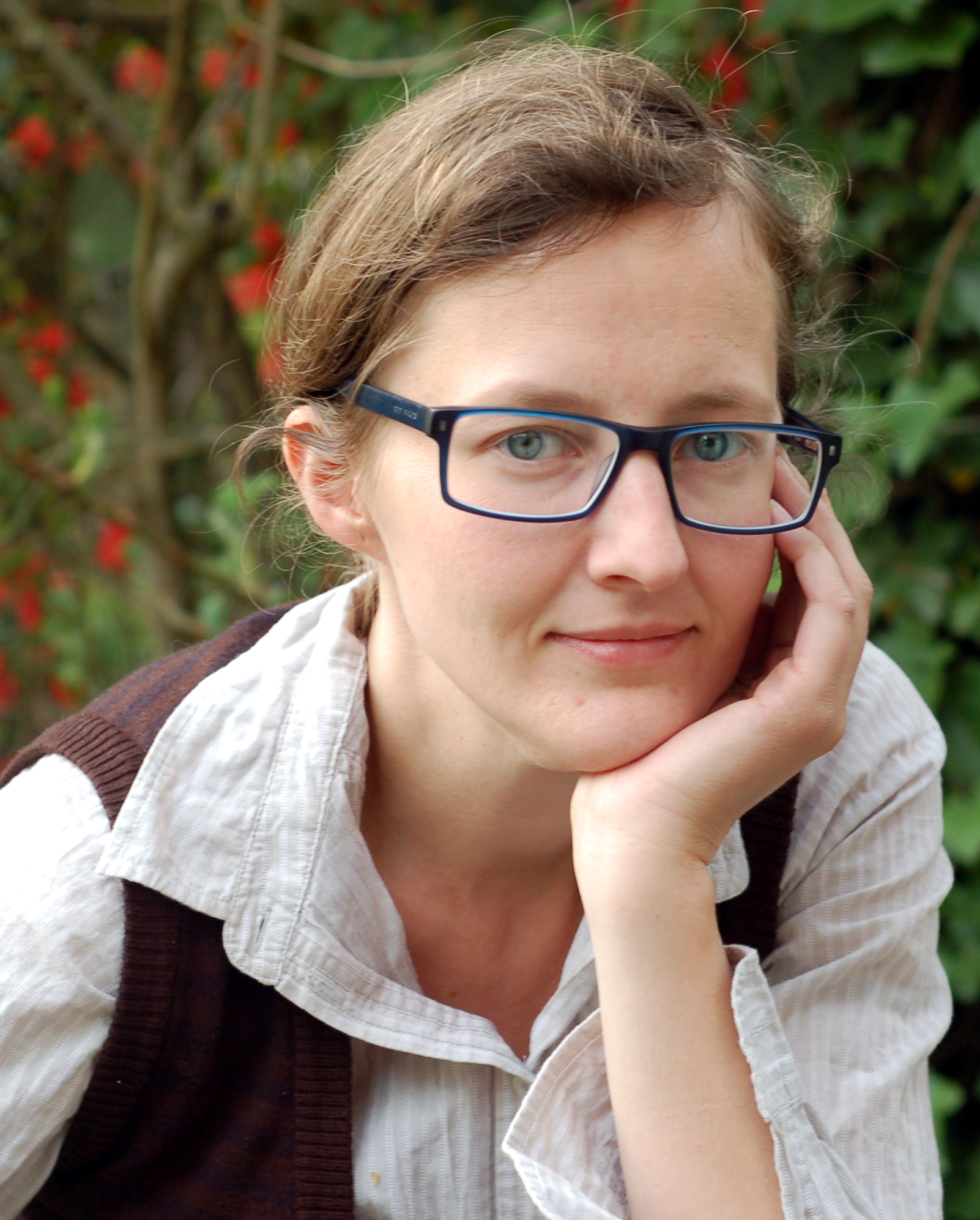
Schriftstellerin Sigrun Arenz, 2014

Sigrun Arenz (* 3. Mai 1978 in Nürnberg) ist eine deutsche Schriftstellerin.

## Leben
Sigrun Arenz besuchte das humanistische Heinrich-Schliemann-Gymnasium in Fürth und studierte Germanistik, Theologie und Anglistik an der Friedrich-Alexander-Universität Erlangen und an der Universität St. Andrews in Schottland. Seit ihrer Studienzeit arbeitet sie als freie Mitarbeiterin für unterschiedliche Tageszeitungen. Als Autorin veröffentlicht sie seit 2004 vor allem Erzählungen und Kriminalromane. Sie ist die Schwester des Schriftstellers Ewald Arenz und des Schauspielers Helwig Arenz. 2004–2013 lehrte sie neben ihrer Tätigkeit als freiberufliche Schriftstellerin auch Deutsch, Englisch sowie Evangelische Religionslehre am Schwabacher Adam-Kraft-Gymnasium und kehrte dann als Gymnasiallehrerin an ihre ehemalige Schule in Fürth zurück. Der Großteil ihrer Bücher erscheint in Hardcover beim Verlag ars vivendi sowie als Taschenbuch bei Goldmann.

## Auszeichnungen
- Kulturförderpreis der Stadt Fürth (2014)

## Werke
- Ahnungslos. Erzählungen. Behrenkamp, 2004, ISBN 3-85093-184-6.
- Jakobswege in Franken. Reiseführer. ars vivendi, 2008, ISBN 978-3-89716-532-8.
- Das ist mein Blut. Kriminalroman. ars vivendi, 2008, ISBN 978-3-89716-916-6.
- Kühl bis ans Herz. Kriminalroman. ars vivendi, 2009, ISBN 978-3-89716-928-9.
- Der Pelzmärtelmörder. Kriminalanthologie mit weiteren Autoren. ars vivendi, 2010, ISBN 978-3-86913-045-3.
- Nicht vom Brot allein. Kriminalroman. ars vivendi, 2012, ISBN 978-3-86913-111-5.
- Jakobswege in Franken 2. Reiseführer. ars vivendi, 2016, ISBN 978-3-86913-639-4.
- 16 Uhr 50 ab Ellingen. Kriminalroman. ars vivendi, 2021, ISBN 978-3-7472-0302-6.